# Luis Montiel Balanzat
Luis Montiel Balanzat (Madrid, 11 de setembre de 1884 - 16 de juliol de 1976) polític, periodista i empresari espanyol, d'origen gallec. Rebesnet del Mariscal Ignasi Balanzat d'Orvay i Briones.

## Biografia
Als vint-i-un anys va concloure la carrera d'enginyer de Camins i en 1910 va començar a invertir al món de les arts gràfiques en adquirir una fàbrica de cartró. Interessat per la política, es vinculà al sector Ciervista del Partit Conservador, amb el qual fou elegit diputat pel districte de Morella a les eleccions generals espanyoles de 1918, 1919, 1920 i 1923 i fou nomenat Director General de Duanes.
Durant la dictadura de Primo de Rivera abandonà la política i es dedicà a les arts gràfiques, editant la revista Estampa (1928-1938) i el diari Ahora, que va començar a publicar a la fi de 1930. Va contractar com a director a Manuel Chaves Nogales.
El periòdic Ahora (1930-1936), es va convertir per la seva excel·lent qualitat tècnica, bona informació, reportatges àgils i els millors col·laboradors del moment (Unamuno, Baroja, Maeztu, Valle Inclán, Madariaga, etc.) en un dels millors de l'èépoca republicana.
Durant la Segona República Espanyola va donar suport a personalitats com Manuel Azaña, Niceto Alcalá Zamora, Indalecio Prieto, Alejandro Lerroux, José María Gil Robles, Diego Martinez Barrio, més que no a partits específics. Quan esclatà la guerra civil espanyola es va exiliar a Buenos Aires, d'on no va tornar fins al 1964. El 1967 va adquirir la revista Semana i creà el diari As, i en 1971, el setmanari As-Color. La família Montiel va continuar amb aquests mitjans fins a 1996, data en què van ser venuts a PRISA.
El seu fill Luis Montiel-Balanzat y Rodríguez de la Encina es va casar amb María Teresa Allendesalazar, filla del comte de Montefuerte i de la marquesa de Santa Cristina, Gran d'Espanya.